# Parque nacional Cairngorms
El Parque Nacional Cairngorms es un parque nacional al nordeste de Escocia. Comprende la cordillera de Cairngorms, así como algunos colinas circundantes.
Fue el segundo de los dos parques nacionales que se han establecido en Escocia, creado en 2003; el primero fue el parque nacional Lago Lomond y los Trossachs. Es el parque nacional más grande del Reino Unido con un área de 3.800 km² (1.467 millas cuadradas).
El parque nacional de Cairngorms es conocido por su fauna. La región también contiene un bosque primario, uno de los últimos de las islas británicas, conocido como el bosque caledonio. Gran parte de lo que queda de este bosque se encuentra dentro del parque nacional. 
Los Cairngorms proporcionan un hábitat de páramos propios de la semi-tundra alpina, albergando muchas plantas, pájaros y animales únicos. Entre las especies de aves propias de las mesetas están la perdiz nival, el chorlito, escribano nival, el águila real, el mirlo capiblanco y perdiz nival de roca, viéndose ocasionalmente búho nival, pardillo de piquigualdo, correlimos oscuro y escribano lapón. En los bosques, se encuentran ejemplares de urogallo, gallo lira, piquituerto escocés, piquituerto lorito y herrerillo capuchino.
De fama particular es la reserva de la Sociedad Real para la protección de las aves en el bosque de Abernethy y Loch Garten. En los meses de verano se encuentra aquí un famoso par de águilas pescadoras, que atraen a numerosos visitantes que desean verlas. El bosque también alberga especies en peligro de extinción como el urogallo y el endémico piquituerto escocés.
Este parque alberga varias especies de plantas raras en el Reino Unido, como Linnaea borealis (Twinflower), Pyrola intermedia (Intermediate Wintergreen) o la orquídea Platanthera bifolia (Lesser Butterfly-orchid).
También están presentes en el parque venados, corzos, liebre ártica, martas, ardillas rojas, gatos monteses y nutrias. Aquí se encuentra la única manada de renos de las islas británicas, que pastan en las altas mesetas de los Cairngorms, después de haber sido reintroducidos en los años 1950 por un ganadero sueco. La manada se ha estabilizado en torno a los 50 individuos, todos nacidos en Escocia.
Cuando se creó el parque nacional, hubo cierta controversia debido a que quedó fuera del parque una área grande del Perthshire de las Tierras Altas. También hubo debate sobre la construcción de un tren funicular en la montaña Cairn Gorm, quienes apoyaron el proyecto sostenían que sería una atracción para turistas que ayudaría con la economía del área; sus opositores argumentaban que tal desarrollo sería incompatible con los objetivos conservacionistas del área protegida.